# Stade domontois rugby club
Maillots
Actualités
Dernière mise à jour : 9 décembre 2010.
Le Stade domontois rugby club est un club de rugby à XV francilien, basé à Domont dans le Val-d'Oise. Il appartient au comité d’Île-de-France et évoluera en Fédérale 3 lors de la saison 2019/2020.

## Historique
- juin 1969 : création d'un club de rugby à Domont ; matchs dans le parc des coquelicots , les entraînements ont lieu parc de la mairie .
- 1970 : début en cinquième série
- 1971/1972 : quatrième série et montée en troisième série
- 1976 : Serge Vidal devient président du club qui s'entraîne et joue aux Vinciennes .
- 1981/1982 : montée en 2e série
- 1981/1982 : montée en première série .
- juin 1983 : inauguration du stade des Fauvettes avec le Stade Toulousain de Skrela et Villepreux (sacrés champions de France en 1984)
- 1984/1985 : montée en honneur ; l'équipe deux est championne D'IDF. Le stadoceste Tarbais avec Philippe Dintrans affronte la sélection IDF aux Fauvettes.
- 1986/1987 : l'USOD gagne le challenge Tauziet.
- 1987/1988 : Domont est champion d'Ile-de-France honneur ; monte en 3e division (victoires à Dijon le 13/10 et à Domont le 10/6)
- 1988/1989 : Domont finit 1er de poule et perd contre Commentry à Vierzon pour la montée en fedérale 2. Pour la fête des sports, un match est organisé entre l'AS Montferrand et le Stade Aurillacois aux Fauvettes.
- 1989/1990/1991 : Domont joue dans la poule de l'Est, joue contre Strasbourg, futur champion de France. Les juniors perdent en 16e de finale contre Balandrade. Les cadets échouent en 1/4 de finale du championnat de France C.
- 10 mai 1992 à Rouen : Domont bat Gravenchon et accède en 2e division fédérale.
- 1992/1993 : Domont gagne à Maisons-Laffitte, se qualifie pour les "play offs" et, sur le terrain détrempé de Houilles, perd cotre L' US Métro (14/9) en 1/16e de finale.
- 1993/1994 : Domont se qualifie en play offs pour sa deuxième saison en deuxième division et perd à la dernière minute contre le Stade Français (15/13.)
- 9 participations aux phases finales en 9 saisons de division 2 avec en point d'orgue un match de montée cotre Limoges, entrainé alors par Pierre Villepreux.
- 1996/1997 : première place nationale avec 871 points inscrits et un goal-average de plus de 500 points, Domont est lauréat du trophée 51-Midi olympique et du trophée ELF.
- Mai 2001 : Domont perd en 16e de finale contre Arras (23/19) à Epernay.
- 26 mai 2002 à Châteaudun : Domont accède à la  Fédérale 1 en battant Auxerre.
- 2002/2003 : c'est le dur apprentissage de la F1 et Domont redescend en F2. Il a tout de même fait match nul contre Bourg-en-Bresse 9/9 et contre Oyonax 20/20 aux Fauvettes.
- 2003/2004 : le règlement de la FFR a changé : le 1er de poule monte directement. le Stade domontois Val-d’Oise finit premier de sa poule du Championnat de France de rugby à XV de 2e division fédérale et accède pour la deuxième fois en première division.
- 2004-2005 : le club termine 8e de la poule 1 et se maintient.
- 2005-2006 : le club termine 6e de la poule 3 de Fédérale 1. Non qualifié, il doit jouer les play-down où il termine 1er de la poule 2, ce qui lui permet de se maintenir. Vainqueur de l'US La Seyne en quarts de finale, il est vaincu en demi-finales par Lannemezan.
- 2006-2007 : Domont termine à la seconde place de la poule 1 de Fédérale 1 et se qualifie pour le trophée Jean-Prat, qu'il termine à la 3e place, non qualificative, de la poule 5.
- 2007-2008 : le club termine 6e de la poule 2 de Fédérale 1. Non qualifié, il doit jouer les play-down où il termine second de la poule 1, ce qui lui permet de se maintenir, et est éliminé en huitièmes de finale par Saint-Nazaire.
- saison 2008-2009 : le Stade domontois Val-d’Oise termine 7e de la poule 1. Non qualifié, il doit jouer les play-down où il termine troisième de la poule 5 et est relégué en division inférieure.
- Lors de la saison 2009-2010 en Fédérale 2, le Stade Domontois Val-d’Oise se qualifie pour les phases du championnat de France de Fédérale 2 où il élimine l'ES Vitry-sur-Seine en 32e avant d'être éliminé en 16e de finale contre le RC Suresnes à Viry chatillon .
- À l'issue de la saison, le Stade Domontois, bien qu'ayant obtenu son maintien sportivement, est rétrogradé administrativement pour un budget déficitaire. Une tentative de rapprochement avec le RCA Cergy-Pontoise, l'autre club val-d'oisien, ayant échoué, le Stade domontois est mis en liquidation judiciaire  et disparaît. Toutefois, compte tenu de la qualité formatrice et du rayonnement sur la région, la Fédération française de rugby à XV autorise[1] le club de Domont à repartir en Fédérale 3 pour la saison 2010-2011.
- Lors de la saison 2010-2011, le club change de nom devenant le Stade domontois rugby club (SDRC)[1] et reprend la compétition en Fédérale 3. Terminant premier de la poule 3 du secteur Nord-Est, il se qualifie pour les 32e de finale du championnat de France mais perd contre le club de Champagnole.
- Lors de la saison 2011-2012, le club, toujours en Fédérale 3, termine de nouveau premier de la poule 1 du secteur Nord-Est et se qualifie pour les 16e de finale du championnat de France mais perd contre le Rugby club auxerrois.
- Invaincu durant la saison régulière 2012/2013, en Fédérale 3, le club défait lourdement le Rugby Épernay Champagne lors du 16e de finale qui lui permet de retrouver la Fédérale 2. Après deux victoires contre le Stade poitevin rugby puis le Stade rouennais rugby, le club atteint la demi-finale du championnat de France mais perd contre l'AS Saint-Marcel/L'Isle d'Abeau.
- À l'issue de la saison 2013/2014 le club finit à la 7e place de la Poule 1 de Fédérale 2.
- La saison 2014-2015, se fait sans Zurab Mtchedlishvili qui a décidé, à 43 ans, de prendre sa retraite[2] et termine à la 8e place de la Poule 2 de Fédérale 2[3].
- Engagé dans la poule 1 de Fédérale 2 pour la saison 2015-2016[4] le club termine également à la 8e place.
- Pour la saison 2016-2017 le Stade domontois termine à la 10e place et dernière place de la poule 1 de Fédérale 2 mais le club n'est pas relégué en Fédérale 3 grâce à un changement du nombre d'équipes en Fédérale 2 passant de 10 par poule à 12.
- Pour la saison 2017-2018 le Stade domontois termine à la 12e place et dernière place de la poule 1 de Fédérale 2 et est relégué en Fédérale 3 pour la saison 2018-2019.
- Pour la saison 2018-2019 le Stade domontois termine à la 5e place de la poule 1 et se qualifie pour les phases finales du championnat de France de Fédérale 3. Il est battu en  trente-deuxièmes de finale par le RC Courbevoie qui sera vice champion de France.

## Dénominations
Le club est créé sous la dénomination de USO Domont rugby club en 1970. Renommé en Stade domontois et alors club phare du Val-d'Oise, il change à nouveau de nom en devenant le Stade domontois Val-d'Oise (SDVO) en 2003. En 2010, à la suite d'une rétrogradation administrative, il prend le nom de Stade domontois rugby club (SDRC).

## Personnalités du club

### Joueurs emblématiques
- Fouad Adjimi [5]
- Jean-Raphaël Alvarez
- Beñat Arrayet
- Ali Belhocine  (2006-2007)
- Antonio Beltran
- Gabriel Brezoianu  (2009-)[6]
- Mohamed Dougarem
- Arthur Gomes
- George Kutarashvili
- Remus Lungu  (2006-2008)
- Alexander Margvelashvili
- Fabien Marque  (2006-2009)
- Vasile Mariscariu (-2009) [7],[8]
- Bakary Meité [9]
- Richard Menotti
- Antoine Millot
- Olivier Missoup
- Jean-Serge Moulende
- Zurab Mtchedlishvili

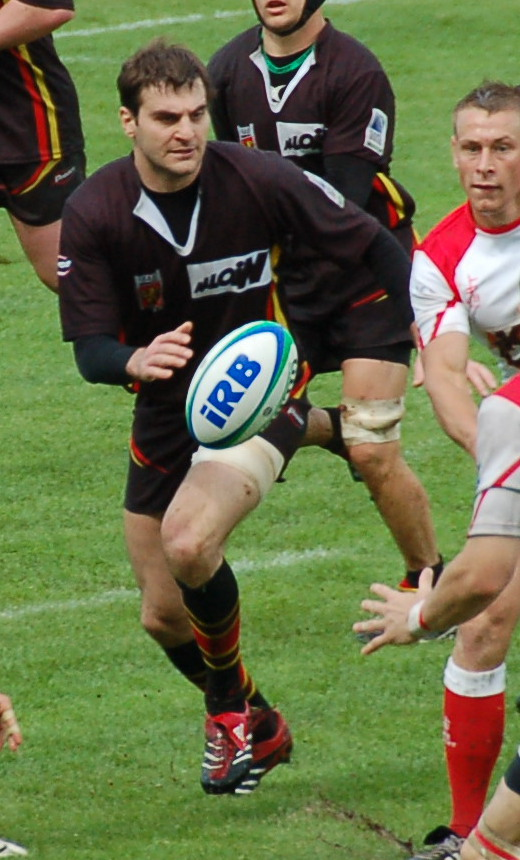
David Nemsadze
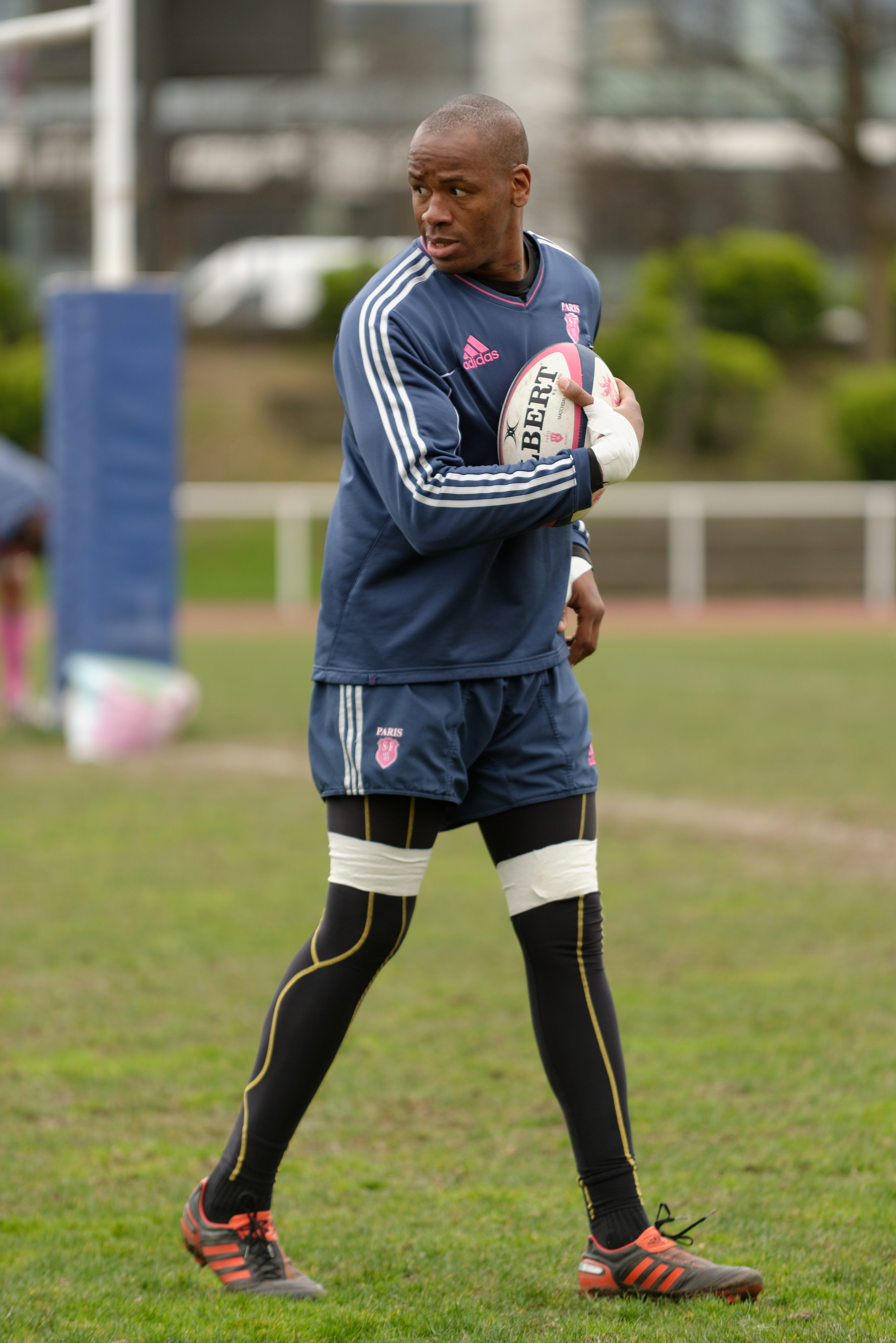
Olivier Missoup

- Giorgi Nemsadze
- Julien Noguera
- Cristian Onetto

- David Nemsadze
- Olivier Missoup

### Entraîneurs
- Alexis Driollet
- Jean-Baptiste Ozenda
- Maxime Terrade
- Jean-Marie Saint-Clément